# Denkmal Hofen (Runkel)

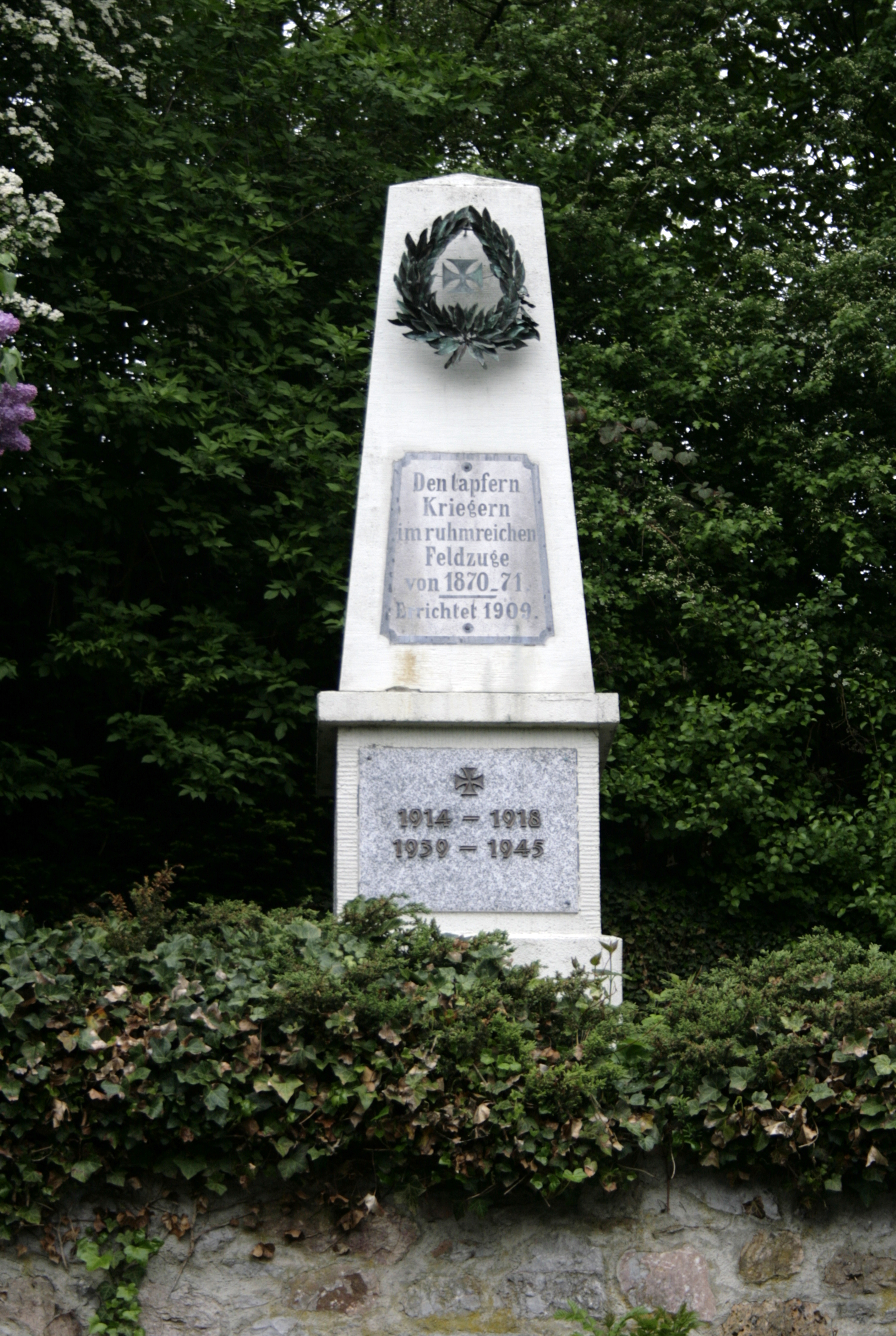
Denkmal in Hofen

Das Denkmal in Hofen, einem Ortsteil der Gemeinde Runkel im mittelhessischen Landkreis Limburg-Weilburg, wurde 1909 errichtet. Das Denkmal an der Eschenauer Straße, am oberen Ortsrand und in der Mittelachse der Hauptstraße, ist ein geschütztes Kulturdenkmal. 
Das Denkmal besteht aus einem Sockel und einem Pylon, teils wurde es aus Kunst- und teils aus Werkstein erbaut. 
Vorne ist ein Lorbeerkranz aus getriebenem Metall mit einem Eisernen Kreuz angebracht. Tafeln an den Seiten erinnern an die drei Hauptereignisse: die Befreiungskriege von 1813, die Revolution von 1848 und den Deutsch-Französischen Krieg von 1870/71.
Die Steintafel zum Gedenken an die Gefallenen der beiden Weltkriege wurde nach 1945 hinzugefügt.